# Microligia
Microligia là một chi bướm đêm thuộc họ Geometridae.